# Лужички Срби (племенски савез)
Владари Лужичких Срба су у почетку имали титулу кнеза, а потом титулу краља. Према једном од мишљења, Дерванова Србија се може идентификовати са Белом Србијом, земљом из које су се Срби доселили на Балканско полуострво. Међутим, друга мишљења Белу Србију смештају на друга подручја. Лужички Срби су била једна од три главне групе Полапских Словена, а насељавали су јужни део словенског Полабља. Савремени потомци племенског савеза, Лужички Срби, западнословенски су народ који живи у источној Немачкој, једини су преостали Полапски Словени, који су успели да сачувају матерњи језик и културу до дана данашњег.
Целих 2 века је трајала немачка феудална експанзија, али због расцепа српских племена, Срби падају у ропство после крвавих и тешких битки, тако да су у 10. веку покорени прво Лужичани, затим Милчани, а до краја века је била окупирана цела лужичкосрпска земља. Историја Лужичких Срба је драматична и неразумљива. Они су веома често мењали своје владаре, који су их понекад поклањали за ратно савезништво, продавали, размењивали, давали у мираз кћерима, а народ је бивао десеткован и тешко је то трпео. После напуштања војске остајала су опљачкана и попаљена насеља, преостало становништво би умирало од глади и куге, тако да су ретко нека села остајала жива. Скоро па се ништа и не зна о историји о Лужичких Срба.
Прво помињање се десило 631. године када се Дерван придружио Саму, пошто је Дерван сигурно оснивач ове државе, по њему ова држава носи име „Дерванова Србија”. Постојала су различита српска племена, најважнија од њих и најпознатија су Хавељани, Ободрити и Гломачи. Главну улогу привреду су имали ратари. Лужички Срби никада нису имали јединствену државу, уједињавали би се само када би их неко напао, а то су најчешће били Германи или нека друга словенска племена. Гломачи су били последње покорено племе око 990. године; покушали су да се ослободе касније, али нису успевали. Најбитнији владари су Дерван, Милидух и Цзимислав. Између 883—890. године су постали део Великоморавске кнежевине, где су их према легенди крстили Ћирило и Методије — али безуспешно. Свако племе им је имало посебног кнеза или жупана и тврђаву где би се сакрили од опасности. У периоду 929—932. је Хенрик I Птичар већ поробио неколико српских племена. Занимљиво је то што их Карло Велики није могао никако освојити.

## Историја

### Досељавање и племена
Најстарије и најмање словенско-српско племе насељује данашњу Лужицу, област на средњој Лаби, то би могло да се деси у 6. веку н.е. Ово је везано за преисторијске сеобе народа, поготово за насељавање словенских племена у област западно од Одре, ово се десило највероватније после пада Тириншке империје 531. године, а пре настанка Самове државе на почетку 7. века, а долазило је из данашње Пољске. У то време се развијало етничко уједињење српских племена између Зале и Бобре/Нисе етничко уједињење српских племена која су се у току даљег развијања око 850. године ујединила са још више племена. Племена Лужичких Срба су: Лужичани, Милчани, Гломачи, Нижићи (поред градова Торгау/Десау), Суселци (око Делича) и Љутићи (у деловима данашњег Лајпцига) и то су две трећине целе племенске групе. Онда, већина мањих племена населила се близу данашњег немачких градова Хале, Алтенбурга и Дрездена. Прво су франачки писци писали опуштено у вези Срба (Surbi, Sorabi) и стављали их у области већином поред Лабе, касније се у информацијама јавља читав низ племена са својим именима, и то на западу као и на истоку од Лабе (839. Коледићи, 850. Милчани). Племе Гломача које су Франци назвали Таламинзи је живело са обе обале Лабе. У 9. и 10. веку ова племена нису више чинила политичку целину. Нека племена, поготово она поред Зале, потпадала су од 8. века повремено под франачку власт, а касније источнофраначком царству које их је спојило у нарочити политички појас тзв. Limes Sorabicus (849—880). Срби су се населили на простору од око 40.000 km², како тврде археолози, такође тврде да је било око 160.000 Срба. Од 7. века мале групе Словена су продрле на територију Тирингије (о томе сведоче ретки археолози који се баве проучавањем суковско-џеџичке културе и риусенске културе. Од 9. века су почеле миграције Словена на запад, и то потврђују документи из 9—13. века. У неким областима Тирингије од 7. века, Словени су чинили 37% становништва. Словени су насељавали франачка села или су насељавали области поред њих.
Милчани, Требоиани, Жирмунти су били део суковско-џеџичке културе, као и њихова суседна племена као Љубушани и Дедошани. Западно од њих тј. западно од Лабе, је била прагско-корчарска култура. Касније су Лужички Срби постало део торновске културе. Од почетка 7. века у међуречију Зале и Лабе, месно словенско становништво је постало део риусенске културе.
Треба знати да су Срби потомци некрштених Срба, који се још зову и Бели, који живе са оне стране Турске (Мађарске) на месту које се код њих назива Бела Србија (Бојка), где им је суседна Франачка, као и велика Хрватска, она некрштена, која се још зове и Бела. Тамо су, дакле, ови Срби живели од почетка. Пошто су два брата наследили на власти свога оца у Србији, један од њих је узео половину народа и пребегао Ираклију, цару Ромеја (Византинаца)— Константин VII Порфирогенит, De Administrando Imperio
Према Живковићу, овај догађај датира између 629—632. године.
Лужички Срби се деле на две области које су историји били разводјене, а самим тим и живела и развијала са различитом политиком и друштвом. То су Доња и Горња Лужица, од којих је Горња била под Саксонијом, у нешто бољим условима, а у Доња у Пруској, у горим. Језички припада групи западнословенких језика и десе се на две, на две варијанте по некима, горњолужичкосрпксу и доњолужичкосрпску, али је исти народ и језик. Пре Другог светског рата су писали готицом и латиницом, а сад само латиницом. Данас их има још око 60.000, и то их је све остало кроз векове од бројних племена која су се населила у време сеобе народа од 2. века до 4. века и била живела на граници источноримског царства као миран, сточарски и земљораднички народ. Око 500. године они су самостална политичка-војна целина са својим војводама и жупанима, који би се пред ратом и опасношћу на кратко време уједињавала, а после би се опет раздвојила све до појаве Германа и њихових напада. Данас у Горњој Лужици има највише Срба, јер је била добро етнички очувана и јер су у Саксонији имали боље услове за живот. Центар њиховог политичког и културног живота је град Будишин (Bautzen). Ту живе са Немцима.
Лужички Срби су чинили савез племена од којих су најбитнији Срби и Милчани, па Ободрити (Бодрићи), Љутићи, Венети, Гломачани, Стодорани и други. У 7. веку се жупан Дерван придружио Саму, а у 8. и 9. веку долази до уједињења српских племена у циљу одбране, али после завршетка борби или смрти жупана (некима су имена позната, нпр. Драгомир, Милидух...) они би се поново раздвојили и тако би стално. Никада нису имали савршену државу па је тако једно по једно племе падало под франачку власт. Тако неки историчари мисле да су Љутићи добили име по томе што су били љути борци и задавали непријатељу страх. Тако су неки освајачи мислили да ће освајање српске тврђаве Гане бити лако и да ће се завршити за само 2 дана, а оно је трајало читавих 20 дана. На месту тврђаве су подигли град Мајсен, који им је служио као база за нападе и пут за немачку даљу експанзију. Карло Велики је 805. године због тога установио „Limes sorabicus”, појас у коме није било дозвољено да се продаје оружје Србима. Тај „limes” представља утврђену границу између Германа и Словена. После победа би освајачи дозвољавали војницима да краду, убијају, пале све одрасле, а друге шаљу у ропство. Тако су се завршавали сви неуспешни устанци или одбране. Овде се највише истакао гроф Геро, који је на понижавајући и свиреп начин исекао свих 70 српских заробљеник жупана. Карло Велики тврди да Срби нису били лак плен:
Ако нас буду напали Чеси, треба у борбу да ступи трећина војске, а ако нас нападну Срби, треба цела војска— Карло Велики, 807.
Срби су првобитно населили области око доњег тока реке Зале и притока Хафела и његове притоке Шпреје. Данашња територија Лужичких Срба по имену Лужица, обухвата само подручује од Лабе до Одре у троуглу између градова Дрездена, Берлина и Франкфурта на Одри. Центар горње Лужице је Будишин, доњи Кочебуз. У Лужици је живело много Лужичких племена, тако историчар Вибиус Секвестер који је живео у 5. веку и о његовом животу се ништа не зна, је у свом делу у виду компилације сакупио низ географских података од римских писаца на прелазу из старог у нови век, што је од великог интереса за нашу српску историографију приликом сагледавања историјске улоге Лужичана. Најчешће навођено место у Секвестеровом делу је оно где каже да река Алба дели Свебе и Србе код места Кервете. Чувени чешки историчар Нидерле у свом делу „Словенске старине” истиче да је то прво обавештење о Србима на Лаби и указује да Кервети означава назив округа Пагуса, Сербишта, на десној обали Лабе између Магдебурга и Лужице. Касније се назив ове градине јавља као Зербисти, Хербисти и Зербст (односно Срб). Присуство Срба на овом подручију потврђују информације хроничара Фредегара, о постојању српске кнежевине на реци Зали, која је трајала 8 година 623—631, те да Срби и Чеси, живе у близини Тирингије као и једна обавест Ајнхарда, такође хроничара, како река Зала дели Србе, или како их он пише Сорбен, од Тиринђана тј. да је Карло Велики покорио варварска племена и међу њима и Србе. Па каже „У делу Германије, између Саксоније и Дунава, и реке Зале, која дели Србе од Туринђана.” Ајнхард, у животу Карла Великог каже да је покорио све измеђи Рајне и Висле, океана и Дунава, народе које говоре сасвим истим језиком, али се умногоме разликују једни од других по обичајима и облачењу. Главни међу њима су Велетаби, Сораби, Аборитити, Бојемани и против њих је морао да води рат, али остали далеко многобројнији потчинили су му се властитој вољи. Запис баварског географа из 9. века, наводи имена градова и земаља северно од Дунава, наиме баварског географа је открио пољски историчар Потоцки, тако је назвао тог анонимног аутора, а то је све било 1796. године, наиме баварски географ у свом делу наводи имена чак 58 народа, на широком простору северно од Дунава и ту спадају народи са српским именима, они се зову Уличи, Људи, Лунићи, Луковани, Милчани, Козироге, Лупиглаве, а међу њима је кнежевство (Regnum Zeruiani), за њега каже да је толико велико, да се сматра да су из овог кнежевства потекли сви Словени, односно од Срба Зеруиана, сви Словени потекоше. Поред назива Сораб у употреби код тадашнњих аналиста су имена „Surb”, што би могло да значи да је било вишеимених српских племена.
Код Ајнхарда се становници Далмације називају „Sorabi”. По познатом немачком историчару Шлегелу, Срби одсељени из Пољске, Чешке и Шлеске померили су се на Дунав и од цара Ираклија, због извршених добрих ратничких услуга против Авара и других непријатеља, добили су на дар Илирију као знак захвалности. Ово такође описује Константин Порфирогенит. Због не контролисања огромних територија, Ираклије над њима није имао никакве власти, али је због слабости царства у том времену, византијски цар Порфирогенит и писац, није желео писати. Шлегел каже да су године 640. године Срби и Хрвати, са којима су се ујединили, и многи изостали Сармати, наново населили пустошену земљу. Он додаје да су Срби и Хрвати били две главне гране Сармата и њима су се придружили остаци, готово свих у тим крајевима некада моћних народа. Шлегел тумачи српско порекло казујући да припадају Сарматима, па пише „Пореклом из Азије и обала Кохиде су прешли у Европу. Има их 3 групе, Лаци насељени између Дунава и Карпата, Полаци њихови суседи који су кренули на Варту и Вислу, они под Чехом смештени код слива Молдаве, Влтаве и Лабе. Сви њихови надимци нестали су у 6. веку, под новим називом Словени, који су носили најстарији становници Паноније, а једна од грана тих Сармата претворена је у Славонце, па се и отуд на земљу пренео назив Славоније.” Вели Шлегел у својој књизи „Филозофија историја”. Историчар Нико Жупанић мисли да су Срби дошли из Саксоније, он је поистовећује са Белом Србијом. На Балкану су, како он пише, покорили југословенску масу, унели у њу идеју државе и нације, дали тој организацији име, али су углавном етнички ишчезнули, јер су изгубили свој северозападни словенски говор. Када би се одржао језик освајача, данашњи Срби би говорили слично Лужичким Србима, указујући на то да се називи српског имена налазе и на просторима и ван Лужичких Срба, деловима Пољске, Чешке и Немачке. Познати византолог Острогорски пише „Језици Лужичких Срба, доњолужички и горњолужички, немају неке посебне сличности са српско-хрватским, ни са његовим српским дијалектима. Узрок томе је словенизација Срба, којом Лужички Срби нису били изложени”. У делу Фридриха Вилхелма фон Таубеа, немачки историчар пише да је једно главно племе сарматско од старине носивши име „Срби” или „Сербер” прешло је већ пре Христовог рођења из Азије у Малу и Велику Пољску, и онде се населило, а када им је било тесно, део њих се преселио у источну Немачку, где си делове населили и Срби. Срби који су населили брдске крајеве Бојарске или Бојрланда или данашње Чешке и Моравске названи су Хрвати, Хорвати тј. Брђани, од чега је сковано име „Хрват”. Аутор тврди да су Хрвати српско племе.
Многи историчари и хроничари су у Германе убрајали и негерманске народе, јер их је напросто било тешко разликовати. Словени су као што запажа Шафарик, већ као у далекој прошлости били познати као просвећени, тако да су нпр. Нормани по предању, а што Шафарик бележи, у земљу Словена слали своје богове и славне људе да ту стекну знање и мудрост.

### Франачки период
Дерванова Србија се први пут помиње као део Самовог царства 631. године после Самове поведе над Франачким краљем Дагобертом I 631. године, а задње помињање се дешава у 10. веку, када је Хенрик Птичар освојио Дерванову Србију. Тридесетих година 7. века Срби су Францима исплаћивали данак. Прво помињање Дерванове Срвије је записано у Франачком документу „Фредегарова хроника”, који помиње Лужчке Србе под влашћу Дрвана тј. Дервана,
Deruanus dux gentis Urbiorum, qui ex genere Sclavinorum erant
 који су се придружили Самовом царству. Уласком у Самово царство му је дало ослобођење на неко време. 658. године постају Франачки вазали, а Дерван гине у бици са Туринигима 636. године. Касније извори почињу да ћуте о Лужичким Србима. Гледајући на изворе, Дерванов главни град би се могао лоцирати у град Мишну (Мајсену).
За овај период Мавро Орбин пише: „Скупини Франака, који путоваху из Новог Рима са својом робом, би путем одузет сав њихов имутак, а онима који се одупријеше, Славени одузеше и живот. Дознавши то, Дагоберт одасла краљу Саму једнога свог изасланика по имену Сикхар, затраживши од њега да исходи правду. Изасланик, увидјевши да га краљ Само не жели примити, заогрну се славенским хаљама како га овај не би препознао, те тако прерушен једнога дана иступи пред њега и изложи што му господар његов бијаше наложио, додавши како Само не смије подцјењивати народ франачки, кад зна да је заједно с тим истим народом подложан Краљевству Франачком. Само бје силно огорчен тим ријечима те одговори како би он, заједно са својим пуком, био одан Францима кад би Дагоберт и његови хтјели одржати пријатељство са Славенима. Сикхар му одговори како је немогуће да Кристове слуге склопе савез или икакво пријатељство с псетима, на што Само придодајући рече: Ви сасвим сигурно исповиједате вјеру Кристових слугу, а ми смо његова псета. Стога оно што ви против његове воље грешнога чините, нама је допуштено угризима зуба осветити, те то изрекавши, смјеста га отјера. Дагоберт се на то страшно увриједи. Окупи тада бирану војску и потуче се са Славенима. А они (како каже Аимон у четвртој књизи, поглављу 23.) разбише цвијет франачке војске и одведоше много робија. Одмах потом појурише у помоћ својој славенској браћи која бијаху под опсадом франачком у каштелу Вогастру, те насрнувши на непријатеље, натјераше их у бијег и неколицину побише, отевши им сву опрему и шаторе. Још више осокољени том побједом, Славени у великом броју нахрупише у непријатељском походу у Тирингију и у друга мјеста у франачком сусједству. На то војвода Дерван, под чијом управом бијаху они славенски градови који дотад бјеху одржали пријатељство с Францима, видјевши плодне и велике успјехе славенске, те да су Франци свеједнако надјачани, побуни се и приступи Славенима. Они се неко вријеме задржаху у пустошењу Краљевства Франачког, но затим се окренуше против Италије, те ушавши у земљу године 640. или пак 650., како тврди Барди, починише велике штете, потом се, надвладани од Гримоалда, повукоше својим кућама.”
Такође пише и: „Тадашњи франачки краљ Хилдеберт посла Адулфа, једнога од понајбољих својих војсковођа, да се супротстави Белославу (јер тако се зваше кнез славенски) који се, затекавши се у непријатељској земљи и увидјевши како мало има Славена у успоредби с бројним франачким снагама, поколеба у свом науму. Опазивши то, Адулф му запријечи пут и затвори све пролазе. Белослав се на то повуче са својима у подножје једног брда, те се оваквом бесједом обрати својим људима: Видите, борци и судрузи моји вјерни, да нас је непријатељ тако опколио да се не можемо друкчије него снагом својих руку спасити. Побјећи се не може; па све и кад би се могло, закони нам пређа наших не допуштају то. Будући, дакле, да спас и сву наду своју полажемо у снагу руку наших, кренимо дакле драговољно у борбу за спас и част себе самих. Не треба нас уплашити бројност непријатеља, кад знамо да смо више но једном надјачали најсилније саске, данске и франачке војске. Ако нам је сада у борби с Францима погинути, погинимо славно, да се непријатељ има мало чему радовати, а да синовима и потомцима својим, штовише читавоме свијету, пружимо риједак примјер снаге и срчаности. Изговоривши то, наложи да се сви построје у борбене редове. Адулф пак не почека дуго, него одмах даде знак за почетак битке у коју се Франци, поуздајући се у своју бројност, радо упустише. Славени им, настојећи се окористити својим положајем, с једнаком храброшћу одолијеваху; штовише, готово без наде у спас, један другога потицаху на освету. На концу се тако разјарише у свом бијесу, да се Франци почеше повлачити и гинути један за другим. Видјевши што се догађа, Адулф се покаја што се уопће бијаше упустио у битку, но ни за кајање му не оста много времена, јер паде и он с великим дијелом своје војске. Погинуше такођер и многи Славени, а војсковођа њихов Белослав бје смртно рањен те недуго затим на повратку кући напусти овај свијет. Дерван, кнез славенски и брат Болеславов, у жељи да освети братову смрт крену на краља Дагоберта, који бијаше наслиједио Килдеберта на франачком пријестољу; потукавши се с Дагобертом и с његовом бираном војском Франака и Аустријанаца, потуче их до ногу. Ушавши потом у Тирингију и у крајеве уз франачке границе (како извјешћује монах Аимон у 4. књизи, поглављу 23.), нанесе велике штете и однесе са собом неизмјеран плијен. Славени Сораби, осокољени том побједом, упадоше такођер у непријатељском походу у Тирингију и Саску, те опљачкавши те двије земље, на концу све уништише и спалише. Ти Сораби припадају онима које Лаоник Халкокондил смјешта у древну покрајину Трибала у сјеверној Мезији. Према томе, дошавши са сјевера, заузеше велик дио Далмације (како извјешћује Аимон у 4. књизи, поглављу 1.). За владавине цара Константина, дакле у IV стољећу, наставаху доњу Панонију, гдје се побунише против цара. Но он им се (како каже Авентинус у 2. књизи) обрати бесједом с проповједаонице, те их склони на мир и на концу их умири. Древно пребивалиште Сораба (према Плинију) бијаше крај око мочваре Меотид. Један их се дио запути отамо у смјеру Дунава и горње Мезије, док други дио крену на пут преко непрегледних пространстава Сарматије, то јест Пољске, да би на концу продрли у германске земље недалеко Пољске, које се данас зову Лужица. Распршивши се околним крајевима, зауставише се између ријека Саал и Лабе.”

#### Мавро Орбин о Карлу Великом и Лужичким Србима
Мавро Орбин у свом делу пише „Дакле, с тим Лужичким Сорабима цар Карло Велики беше готово непрестанце у рату, те и он особно крену много у борбене походе на њих.
Наиме, први пут, не би ли их покорио, посла он (како пише Карло Вагриенски у 2. књизи) снажну војску под заповедништвом понајбољих својих војсковођа, но не успе у свом науму јер Сораби изађоше из земље и кренуше усусрет непријатељској војсци, храбро насрнувши на њих, те се заметну жестока и окрутна битка у којој паде много племенитих и славних франачких мужева. Погину тамо и кнез Словена Сораба Лубидраг, односно Љубидраг, с мноштвом својих људи. Каже Вагриенски да за франачко краљевство то беше најпогубнија битка, пошто у њој изгуби живот тридесет две стотине Франака и око четрнаест стотина Словена.
Бешњи но икад, сви се Словени (како писе Јоханес Авентинус у 4. књизи) ујединише против Франака, те ушавши у земље Ободрита, данас војводство Мецкленбург, и у Саксонију, похараше и спалише све пред собом. То нагна Карла [Великог] да поновно окупи војску, много већу од претходне, те предавши заповедништво свом војсковођи Лиутпранду, упадне у земљу Сораба. Но Лиутпранд не узнапредова много у свом походу, кад би присиљен вратити се натраг. Наиме, уходе му дојавише да му непријатељи уједињени са Словенима Вилцима долазе усусрет с великом војском, те се он заустави и не хте кренути даље. На то Словени опколише Франке са свих страна и у нападу код реке Лабе извршише страшан покољ, да би затим упали у Саксонију и Тирингију и тамо уништили и спалили неколико места.
Примивши гласе о томе, Карло позва к себи тројицу својих војсковођа, Аделгиза постељника, Геилона и Ворада надворника. Нареди им да окупе источне Франке и Сасе и да што прије крену на Славене Сорабе. Док они извршаваху цареве налоге, примише вијест (како пише Аимон у 4. књизи, поглављу 74.) да се Саси били побунили и устали на оружје против Карлових људи. То присили Франке да одустану од похода против Словена, а ови се још више осоколише и већ слободно харају царевим земљама. Цар, увидевши да му у таквим приликама нема друге но ухватити се у коштац с њима, и то особно, уместо да шаље на њих своје војсковође, нареди да се у читавом царству окупе нови људи не би ли коначно покорили Словене. Дознавши за то, Словени се ујединише како би им се одупрли.
Монах Аимон, приповедајући о том царевом рату са Словенима, у 4. књизи, поглављу 81., каже: У Германији живи један ратоборни славенски народ, настањен на обалама океана, који се на властитом језику назива Велетаби, а на франачком Вилци или Вулци. Народ тај бијаше Францима вечни непријатељ, те никако не престајаше у оружаним походима мучити своје сусједе подложне франачком краљевству или у савезу с њим. Не могавши више отрпети њихову безочност, Карло Велики окупи војску и особно крену на њих. Даде саградити два моста на реци Лаби и тако пређе у земљу непријатељску. Словени на то, како се не би изложили погибли, склопише с царем мир.
Овде Вагриенски додаје да Карло држаше толико до тог мира, да славенском кнезу Драговиду преда мноштво краљевских дарова. Други дио Словена, при чему мислим на Сорабе, упадне у Карлово царство (како приповеда Вагриенски), те без имало поштовања жарише и палише његовим земљама.
Цар посла на њих из Ахена свог сина Карла с војском. Царев син се потуче с непријатељима и однесе побједу, а (како пише Аимон у 4. књизи, поглављу 92.) Миледох (Милидух), владар Сораба, паде у боју. Но, упркос свему томе, никад не беше могуће обуздати Словене, те они настављаху пустошити франачким краљевством, држећи цара готово непрестанце под оружјем, што се види и из његова животописа из пера редовника Ајнхарда, који каже да се цар тај особно дуго бораше с Велетабима, најодличнијима међу Словенима.
Потврђује то и опат Регинон у 2. књизи, те такођер Петри Суфриди када каже:
Словени се често хватаху у коштац с Карлом Великим, који се грдно намучи не би ли неке од њих покорио, а кад коначно склопише мир с царем, окренуше се, по свом древном обичају, против Данске. Наиме, у 3. књизи о Венедима Низоземац Петар Црусбер пише да Словени не беше никада на миру, те кад не бијаху у рату с германским царевима, окретаху оружје на Данце.
Стога, склопивши око године 804. мир с Карлом Великим, ступише у рат с данским краљем Годифридом. Ушавши са снажном војском у земљу Словена Ободрита, Годифрид заузе неколико утврда, но упркос томе, врати се из тог похода (како пише Аимон у 94. поглављу 49. књиге) уз велике губитке у људству.
Наиме, премда натера у бег кнеза Драшка, који беше утекао са свог положаја не поуздајући се у помоћ својих, и премда потом усмрти и војводу Годелаиба, ипак у том потхвату изгуби понајбоље своје борце и нећака Регинолда, братова сина, који беше изгубио живот заједно с многим дичним Данцима у нападу на једну утврду. Да му у том рату не бијаху притекли у помоћ Славени Вилци, можда би чак и он сам с читавом својом војском нашао тамо смрт. Само зато што Вилци (како каже Аимон), због древних својих завада с Ободритима, притекоше својевољно да би се здружили с данском војском, Годифрид однесе победу.
Но недуго потом, Драшко се помири с Годифридом, те скупи војску с којом насрну на своје словенске суседе жарећи и палећи све око себе. Поредавши поновно своје борце и неколицину Саса, освоји велики град Смелдинг. Плодним тим својим успесима постигну да сви они који се били побунили против њега поновно склопе с њим савез. Недуго након тога, затекавши се у трговишту Рерик, би мучки убијен од издајничке руке Годифридових људи. Након његове смрти Ободрити нападоше утврду Хоцхбуцх на ријеци Лаби, у којој тада пребиваше поклисар цара Карла и источних Саса. Кад је коначно и освојише, потпуно је уништише. У прошлости се ухватише у коштац и с данским краљем Сирардом. Заметнувши бој с њим, потукоше га код Фионије. Но он се, окупивши поновно војску, сукоби с непријатељима у покрајини Јуцији, но и тамо оста пораженим и натеран у бијег. Загосподаривши Јуцијом, Славени проширише своје царство.
У том рату (како извјешћује Алберт Крантз у 1. књизи, поглављу 13. о Вандалији) заробише Јармерика, сина Сирардова, заједно с двије његове сестре; једну од њих продаше норвешком краљу, а другу дадоше Германима с којима након Карлове смрти Словени много ратоваху.”
Године 766. Франци су напали Лужичке Србе у средњем току Зале. 782. године Лужичани почињу да разоравају Тирингију и Саксонију између Зале и Лабе, али је то довело до неуспеха, и још је Франачка освојила словенска племена код Веидахабурга, крај Наумбурга. 789. Карло Велики уз помоћ Срба, Фризијаца, Ободрита и Саксонаца успева да пређе реку Лабу, Хафел и продре на територију Велета. После овог Драговит је морао да буде лојалан Карлу Великом. Од 9. века територија племенског савеза Срба се шири укључујући подружје Лужице, етноним Срби се шири на исток до реке Одре међу Лужичане, Миличане и друга племена.
Франци су покорили немачка племена Саксонце и словенска племена Љутиће 805. године па после и српско племе Гломаче, којима је владао краљ Семела, у областима северног Мајсена и код Аустразије. Касније је Карло Велики започео кампању против Словена у Чешкој. Након освајање 805. године створена је граница према Србима због економског, војног и етничког раздвајања између Словена и Германа у Франачкој.
Године 806. је опет дошло до напада у Лужици, битке су се десиле код средњег слоја Елбе (код Десауа и Србишта). Франачку војску је предводио син Карла Великог, Карло Млађи, а и још неке битке су се десиле у Доњој Лужици (у близини Калауа). У бици код Гера исте године је погинуо Милидух.
Ајнхард описује улаз Карла Великог у „српску земљу”ː
Et inde post non multos dies Aquasgrani veniens Karlum filium suum in terram Sclavorum, qui dicuntur Sorabi, qui sedent super Albim fluvium, cum exercitu misit; in qua expeditione Miliduoch Sclavorum dux interfectus est, duoque castella ab exercitu aedificata, unum super ripam fluminis Salae, alterum iuxta fluvium Albim.— Анали франачког краљевства, 806. година
Следећи устанци су се десили 816., 838. и 839. године. 816. године је вероватно у устанку учествовао Тунгло, али је изгубио.
У мају 826. године Тунгло је био окривљен за нелојалност. Наређено му је било да се појави у октобру на суду, касније је морао да да свога сина да би се вратио кући. Тунгло је био признао врховну власт Франачке. Како год, о месту Тунгла и лужичком друштву прве трећине 9. века извори ћуте. Део историчара гледа на вести из Анала франачког краљевства у којима је Тунгло назван „једним од водећих лица Срба” (лат. unus de Soraborum primoribus), Ајнхард такође мисли да је један од лужичких старешина (лат. primores; дословно „водећи”), а можда је и завладао неким областима. Остали историчари указују на Астроноев рад „Живот цара Луја”, где описује Тунга и Чедрага са титулом „војводе” (лат. dux), што одговара словенској титули „кнез”. Војводом тј. вођом га је такође назвао Адемар. Такође пише да је био добар са царем да би био врховну владар Словена у тој области. Део аутора мисли да је Тунгло могао да буде независан владар лужичког племена, или чак можда и кнез. Ако је био кнез, онда је претходник Тунгла Милидух, који је погинуо у борби са Францима 806. године, а наследник Тунга би онда био Цзимислав, који је поменут 839. године и умро 840. године. После овог догађаја немамо пуно информација о животу Тунгла. Претпоставља се да је могао да живи до 832. године, кад је краљ Баварске Лудвиг II Немачки са намером напао Алемане, где је прикључио Немце и Словене да служе у војсци, а по некима је умро 836. или 839. године.
Године 839. је Цзимислав, кнез Коледића, водио побуну против Луја I Побожног, где је погинуо код Кенигсбурга у борби против Саксонаца. Саксонци су разорили његов главни град као и друге градове. Након тога Саксонци су му одузели територије, а Лужичани су били приморани да им плаћају данак. Сматра се предаком пољске династије Пјесова.

### Источнофраначки (немачки) период
Мавро Орбин за тај период исто пише: „Наследивши око године 818. оца на престолу, Лудовик Побожни се наиме сукоби са Славенима, те (како читамо у Карла из Вагриена у 6. књизи) би у боју поражен, а много његових људи погину. Аимон, причајући о тим догађајима у 5. књизи, поглављу 11., каже да Словени након преласка реке Лабе хараху Сасксонијом, те да Лудовик одасла на њих достатан број ратника и натјера их да одустану од тог потхвата.
Но они потом године 839. усташе на оружје против дотичног цара, који би присиљен непрекидно током две године особно се борити против њих, да би на концу у том рату претрпио велике штете од Словена. Ратоваху они такођер и с његовим сином Лудовиком, другим царем тог имена. Наиме године 869. Словени, што наставаху крајеве насупрот Сасима, упадоше у Саксонију и нанеше велике штете. Удруживши се дакле са Сасима, Лудовик особно крену на њих, те заметнувши бој однесе тек јаку победу, утолико што битка (каже Аимон у 5. књизи, поглављу 23.) беше крвава и с обе стране паде велик број бораца.
Словени ипак не одустајаху од сталних напада на његово царство. У сукобу с њима 874. године Лудовиков се син Карло затекну у таквој невољи да његову оцу поручише како би не притекне ли што прије у помоћ сину, могао и не видети га више. Лудовик особно крену на пут и, ослободивши сина, посла изасланике Словенима који беше подложни разним кнежевима, те (каже Аимон у петој књизи, поглављу 31.) склопи с њима мир како најбоље могаше.
Страшан и дуг беше међутим Лудовиков рат с Радиком или (како га зове опат Регинон у 2. књизи) Раститом, кнезом словенским. Не могавши га никако друкчије свладати, ступи у тајне преговоре с његовим нећаком не би ли га се дочепао. Кад захваљујући издаји то и оствари, даде му ископати очи и затворити га у самостан. Након тог се успе силно узохоли, желећи да га штују још више него пре. Па иако му успе свладати Словена Радика, свеједно никад не узмогну спречити пук словенски да хара његовим краљевством наносећи велике штете.
Пише Карло из Вагриена у 4. књизи о Венедима да се тај цар и брат његов Карлман често сукобљаваху са Словенима, а да међу свим њиховим окршајима три бијаху највећа: онај код Горингена у Тирингији, други у Родвицху у Саксонији, а трећи измеду река Фулде и Весер.
У тим биткама Франци изгубише многе своје војсковође и више од педесет стотина бораца, уз занемариве губитке противника својих Словена. За владавине те двојице царева (према тврдњама неких аутора) дио Словена, односно они што наставаху балтичке обале, скупише снажну флоту и кренуше у напад на Енглеску, задавши страшне муке тамошњем краљу Хересперу.
Но Хереспер на концу изађе из једног окршаја као победник и зароби Рача или (како га зове Алесандро Сцултето) Раста, краља Словена, те га ослепи. Преостали се Рачови људи тада вратише кући. Опремивши поновно флоту, нападоше Фионију, најважнији оток у Балтичком мору. Нанесоше тамо такве штете и извршише такав покољ тамошњег пучанства, да би оток, да се то још једном догодило, био остао потпуно пуст и без иједног јединог становника, како извешћује Сакс Граматикс у 14. књизи. Исто то приповеда и Вагриенски у 4. књизи, но гледе времена збивања не слаже се у потпуности са Саxом. Славени ратоваху затим и држаху дуго под оружјем и Хенрика Саксонца...”
851. године и 858. године су се словенска поробљена племена подигла. Жистибор је првобитно водио устанак против Франачке између Великоморавске кнежевине и Источнофраначког царства, а делимично и као устанички савез (Aufstandsbunde), али је на крају изгубио Жистибор и признао је власт Источнофраначког царства. Жистибор, који је био са добрим односима са Лудвигом II, водио је битке против других словенских племена од 856. до 858. године. 856. године је допринепо развоју односа између Источнофраначког царства и Лужичких Срба. 857. је нашао уточиште код брата од чешког кнеза, Славочеха. Изгледа да се то није свидело народу, наручито свештенству, племству, многобожцима и ратницима тако да су га убили 859. или 858. године. Наследио га је Славибор.
Није познато да ли је Славибор учествовао у убисту Жистиробра. Признао је власт Источнофраначког царства, заједно са својим народом је ратовао против пољских, чешких племена и Хавељана. 873—874. године је учествовао у борбама против Франачке. 869. Племена поред реке Бели Халштроф словенска племена су се уједини са Суселицама, Чесима и другим суседима, Гломачама, Милчанима, Лужичанима и спели су да продру преко старе тириншке границе у Источнофраначком царству. После борба против Каролинга око 875. године за власт је побољшао односе са суседним племенима. После устанка 877. и 880. године, где су Чеси, Лужички Срби и Гломачи и другим суседима подигли устанак против Источнофраначког царства, постао је назависан кнез, а то је Франачка номинално признала. Устанке су савладали фрачанке војводе и грофови који су владали у близини тих области. У току 883. године и 890. године је признао власт кнеза Великоморавске кнежевине, Сватоплука I, па му је то омогућило да напусти франачку власт, док је власт Сватоплука I била номинална. Умро је 894. године, а његову власт је наследио његов син Драгомир, које је 897. године ослобођен од Великоморавске кнежевине. Има могућности да је Славибор био пшовански војвода, то пише у Чешкој хроници и Кристиновој легенди, а такође је описан ту као кнез Милчана. Према неким легендама, син му је саградио замак Хоусек код Блатице.
Распад Великоморавске кнежевине 897. године је само погоршало положај Лужичких Срба, јер је омогућило Саксонцима да лако освоје Лужицу. Највећа претња име је био Хенрик I Птичар, кога је послао његов отац саксонски војвода Отон I. Последњи отпор против Источнофраначког царства се десио 908. године када су Мађари са Србима напали Тирингију и Саксонију.

### Освајање Лужице
929. године је Хенрик I Птичар освојио суседе Срба, Нижиће, Гломаче, Чехове и Хавељане. Гломаче први пут није успео да освојио, јер су Гломачи позвали мађарску племићку војску. Немачки краљ је од тада појачао феудалне области. Упад Мађарске у освајање Хенрика је зависило од словенских племена на Лабу. Још на сабору у Вормсу и Мајницу немачко племство се спремало да освоји Словене код Лабе. Године 928. је немачки краљ без повода напао Стодоране у Хавели и убрзо затим 929. године племе Гломаче. Њихов главни град Гану су опседали 20 дана. Након 21 опсаде града Хавеља, одрасло становништво је скоро био истребљено, а деца су постали робови. Исте године Хенрик је основао тврђаву код Мајсена, која је требало да помогне против Срба. Ови напади су сломили српску војну силу најјачег српског племена више од 70 година, које се храбро борило против франачко-немачке напада. После овога Хенрик је напао Праг и потчинио чешке државе под немачку власт. У то време вероватно је освојио и племе Нижиће које је било насељено око данашњег града Дрездена. Лужичани и Милчани су 932. године примили тежак пораз од Хенрика из правца Мајсена, Хенрик је дуго опседао јако племенско седиште Лужичана Љубушу (Liubusua), па га је и спалио, али он им је дао да бирају да ће све да их води у ропство или да их све убије и од тада је Лужица постала део Саксоније, док су друга племена као Ободрити, Редарији и Милчани били на слободи.
Због слабе феудалне власти над Србима и словенским племенима војна средства немачке феудалне државе показала су се преслаба. Зато се у експенионистичку политику мешало хришћанство. Требало је српске области јаче везати за немачку феудалну државу. Тако је и треба да се даље спроводи феудализација земље економски и политички. 948. године је дошло до идеолошког спајања новоосвојених области давањем Лужице и земље Цервиста новооснованој браниборској бискупији. Спољна фрома је завршена 968. године оснивањем бискупија у Мерзебургу, Цајцу (Зеитз) и Мајсену. Ратови су и даље трајали. 950. долази до поновног ратовања са Чесима, а између 954. и 963. године долази до нових устанака, поготово код северних Полабљана. Године 963. је Геро напао Лужичане. Лужичане, који су се били после 939. ослободили, били су после смелог устанка у „најљућој борби” поново покорени и морали су поново плаћати данак и десетак немачким феудалцима. После тога Геро је напао суседну Пољску (963). После 971. Милчани су се опет ослободили, али их је око 990. године мајенски маркгроф Екехард освојио и нагнао их поново под власт и ропство немачког феудалног племства. Покушај да се још једном ослободе 1003. године у току немачко-пољских ратова није успео.
Српска племена која су водила ратове у IX и Х веку су били највише праведни ратови. Посаде утврђења и земљорадничка војска су бранили у њима социјалну слободу највише делова припадника племена и политичку независност целог племена. Ови социјално-политички циљеви положили су свој живот многи ратари, вазали, да ретко кад и кнез. У ратовима уништено је око 100 утврђења и села. Само 839. године било је спаљено близу данашњег Цезица (Cositz), округа Кетена (Kothen), 12 утврђених градова. Године 929. је била уништена Сана, средиште племена Гломача, а три године касније велики лужички утврђени град Љубуша. Хроника из Мојсијака (Moissiac) говори како је син фрачанког кнеза 806. године опустошио племенске области Срба и уништио њихова утврђења. Исто тако је урадио и Хенрик II 1003. године против Милчана. Због јаче и веће моћи феудалног агресора, и социјално-економске структуре зараћених страна, Лужички Срби су у овим ратовима претрпели јак пораз и потпуно су изгубили своју слободу. Политичка моћ у освојеним полапским местима прешла је у урке саксонско-немачког племства које је ту водило, као што је већ писао Фридрих Енгелс, „освајачке и рушилачке ратове”.

## Култура

### Племенске заједнице
Лужички Срби су углавном живели у родовским заједницима. На територијама које су населили налазили су се бројни „дворци”. „Дворци” су се налазили на великим утвђеним насељима, центрима мале племенске формације, административним центрима округа, као резиденције племенских старешина и њиховог одреда. За месно становништво, дворци су служили као уточиште од случаја опасности. До 8. века је почео распад племенског система исти као и код других народа Источне Европе, пошто је било великих породица, дошло је до сеоске заједница, представљало је обједињавање неколико породице, на челу са старешином. Старешина племена код Срба је био кнез. Распад племенског систем је поделило становништво на виши слој друштва, кнезова племенских савеза и слободних сељака. До 9. века се појављују лично зависни чланови племена.

### Привреда
У друштвеној продукцији, која је код именованих племена била основа колективног живота, ратарство и сточарство је главно. Из њихових прихода велика већина људи црпла је у најстарије време неопходна средства за живот. Развој ових привредних грана извршио је јак значај на социјално-економски развој племена, нарочито на стварање друштвеног вишка, и на развој занатства као и на политичку моћ или слабост племенске аристократије и културне традиције сељака.
Међу археолошким налазима из најстаријег времена нађени су гвоздена рала, српови, пшеница, кости домаћих животиња свих врста. Тако су становници некадашње насеобине и утврђења Торнов, срез Калава, већ у VI—VII веку гајили пшеницу, овас, лан и раж. Они су познавали све врсте средњовековне домаће стоке. Ратари су обделавали земљу старим плутом који је највероватније већ имао гвоздено рало. Познате су биле пролетње и јесење сетве. Од XI века је владао двопољни пољопривредни систем. Ратари су сејали јечам, пшеницу, просо и раж. Сетве доносиле су три или две жетве. Сточарство чинило је други значајан стуб производње. Оно је од најстаријих времена снабдевало месом у довољној мери већину становништва села и утврђења. Међу врстама домаће стоке најчешће су се гајиле свиње и краве, затим козе, коњи и овце. Међу дажбинама српских племена у Х веку често се јављају порезе и десетак од стоке. Таква некадашња стока, за разлику са данашњом, била је мања и лакша, упор. заклана свиња је тежила највише центу и по.
Становништву је сточарство исхрану гарантовало месом, обраду поља, као и снабдевање млеком. У запрегу су се упрезали нарочито волови. Производња жита и сточарство били су у овим вековима важан део диференцијације становништва и класног раслојавања друштва. Вероватно су ратарске породице већ у IX-Х веку обрађивале земљу индивидуално, док је поседовање земље још колективно. Старешине утврђења и села, тзв. жупани, кнезови, као и неки богати ратари, тада су већ имали, вероватно, посед у личној својини. Кућа, двориште и стока, робови и новац, производна оруђа већ пре Х века били су прешли у индивидуални посед појединих фамилија.
Битан значај дајемо другим облицима друштвене производње, као риболову, лову и пчеларству. Вук, тур и медвед живели су у тада још доста пространим шумама. У старосрпском насељу близу Десау-Мосикау археолози су пронашли међу костима звери и лобању вука. Као ловачка оруђа користили су се мреже, замке, копља и стреле. Од костију дивљачи и рогова израђивала су се разна оруђа и предмети (мотике, чешљеви, игле). Рибарство је било битан културни фактор посебно на језерима Уз Лабу и око доње Шпреве. И восак, мед и медовина кроз пун средњи век били су незаменљиви и веома тражени производи. Значајну улогу је имало шумарство. Шума је давала јагоде и гљиве, а дрво је било потребно сваком домаћинству за прављење куће и за огрев.
Индустрија, трговина и занат појавили су се и развили се у вези с ратарском производњом, на опште друштвеним процесима и традиционалним, скоро вековима старим основама. У IX-Х. веку српска племена познавала су десетак разних заната, између осталих грнчарски, ковачки, тесарски занат, коларски, обраду драгих метала, као и низ домаћих радова занатског карактера. Било је позната израда млинског камена и вађење соли. Велики број оруђа и предмета које су пронашли археолози сведочи о већој или мањој раширености ових заната код српских племена. Од гвожђа су углавном израђивали оружје и радна оруђа, као рала, ножеве, српове, али и оструге и потковице. Облици мостова, кућа и утврђења, као и израда предмета свакодневне употребе, захтевали су бар од Х века специјализовање и виши ниво обраде метала и дрвета. У IX и Х веку је подигнуто око 200 утврђења. За њих је била потребна велика количина дрвеног грађевинског материјала. Ископавањем доњолужичког Торнова било је утврђено да је старо српско становништво већ око 800. године употребљавало набитнија средства за производњу грнчарије: грнчарске пећи и грнчарски точак. Предмети и накит од бронзе и сребра, као гривне и прстење, сведоче да су занатлије неких племена доста вешто обрађивали племените метале. Злато и сребро јављају се код српских племена године 970. и 1013. као средство за плаћање пореза.
Од 9. века интензивно су се побољшавали трговински односи између појединих племена и њихових суседа. У Дидендорфском капитулару франачки владар је од 805. године за трговање између Л. Срба и Франака основао утврђене градове Ерфурт и Хале. Трговало се накитом, робљем, стоком, житом и коњима. Као еквивалент првенствено су користили кован новац и платно.
За разлику с даљим развојем сточарства и ратарства, трговине и занатства настајали су у VIII—IX веку уз центре политичке и економске моћи жупана и кнежева прва подграђа са занатлијским насеобинама. Такви рани градски центри били су уз градове Холм, Церниг (Зорниг), Тауха (Тауцха) код Лајпцига, Алтенбург, Љубуша (Лиубусуа) код Лукова и уз утврђење Будишин. У некадашњем утврђењу Торнов, разоткривене су обраде гвожђа и занатлијске радионице грнчарије. Утврде Холм код Ландсберга, поменутог 961. године, имале су велику површину од око пет хектара. Проширење немачког феудалног племства на исток прекинула је у Х веку овај оригинални раноградски развој.
Најмања јединица насеља је село. Скуп села чинио је територију утврђеног града (цивитас), која се сигурно код Гламочана назвала жупа. Више територија утврђеног града чинило је племенски савез или племе. Милчани су 850. године поседовали тридесет територија утврђених градова, српска племена западно од Мулде педесет, а Гломачи око Мајсена четрнаест.
У свему може се рећи да су српска племена од VI. века до Х века имала јаку сеоску привреду. То се нарочито види код неких племена, као Лужичана, Гломача и Милчана, која су имали напредну материјалну културу.
У првим вековима након досељења у западну Немачку, српска племена су живела на прелазу из последњег ступња првобитног друштва у феудализам. У друштвеном животу племена, народна скупштина је имала јак утицај, савет племенске аристократије и војне вође. Од IX века образовале су се код већине српских племена веће четири социјалне групе:
- горњи слој са кнежевима на власти;
- група коју су најчешће чинили ратари и сточари;
- слој сточара и ратара са мање слободе, робова и неслободних;
- по броју још више слабија група трговаца и занатлија. Од њих потичу почеци класне структуре феудалног друштва. Овај развој повезан је за пораст становништва, настанак неаграрних насеља, за појачану нову колонизацију, сеоских утврђења и племићких утврђених седишта.[5]

Најбитнију улогу, друштвену и политичку, у племену чинили су представници горњег слоја. Тако су племенски краљеви или кнежеви у периоду 8—9. века, већ су имали широке компетенције и доста велику власт. Кнез је предводио војску, склапао мир и уговоре, организовао устанке и на франачким скупштинама заступао политичке ствари племена. Српски најбитнији кнежеви поменути у изворима били су Дерван (631), Милидух (806) и Чемислав (839). Имзеђу кнежева најразноврсније функције вршили су њима подређени војни заповедници утврђења и сеоске старешине. Део горњег друштвеног слоја већином није учествовао у производњи и није живео од рада својих руку. Његова власт ослањала се у великој мери на градове, дружине, земљу и порез једног дела становништва. У Торнову владао је старешина утврђења око 800. године над неслободним занатлијама и, делом зависних ратара, дворске чељади. Горњи слој је био у целокупном своме политичким одлукама и друштвеном деловању зависио, бар код неких племена, од сагласности већине слободних у племену. Поред слободних ратара и горње врсте и сточара била је посебна група коњаника која се наводи у изворима око 990—1000.
Већина, која је била велика, чинили су је ратари који су већином били слободни људи. Негде између 6. и 10—12. века су основали око хиљаду насеља упорним радом, бавили су се земљорадњом, обрађивали би и култивисали земљу која има је припадала и са својом радном снагом чинили су главну покретачку продуктивну снагу земље. Ратари су били и главни творци битног броја градова и језгра племенске војске. У првим вековима после насељавања већина племена живела би у великим племенским заједницима, које су увек биле повезане породично. Пропаст таквог насеља потврђује се у бившем доњо-лужичком Торнову. У овом добу је веома тешко реконструисати социјалне разлике међу том ратарском становништвом. Видукинд, саксонски хроничар из Корвеја говори да су Гломачи након ратних пустошења 906. године почели да раде код суседних племена за жито. Највероватније је да су у 10. веку постали богатији сточари и ратари, коњаници и сеоске су такође имали више стоке и жита, тако да су могли давати на зајам идућу жетву. На такав начин ратари су постали зависни. Слабе жетве и ратове ишли су добро уз тај развој. У српским племенима су настале прве комендације као рани облици феудалне зависности. Ово раслојавање се појавило у горњем слоју код Лужичана, Гломачана и уз утврђења дуж Зале. У утврђенима у Торнову је пронађена пшеница, која је према мишљењу неких археолога, била предата као данак граду и која такође указује на развој ранокласних односа. Заправо је тешко доказати да та откривена пшеница има везе са данком. Историјски развој у IX—X веку и писани извори, посебно социјалну део племенске војске као ток ратова, који су били вођени да би се ослободила племена, више указују на јаку војну-демократску институцију и неразвијене феудалне односе у овим пределима.
Мање слободни тј. полуслободни ратари су прелаз ка робовима и неслободним који су били код Полапских Словена, а такође и код Лужичких Срба највероватније од IX века па надаље. Војна демократија уз стална ратовања је разделила друштво на сиромашне и богате, кнежеве, племиће, слободне, неслободне и робове. У ратовима би заробљеници били продани и натерани на тежак рад. Сигурно су заробљеници радили такође као и слуге на економији племенске аристократије. 971. и 939. године у средњу Лабу и Шпреву плаћала су су десетак у робовима и људима (decem hominibus, mancipia). Осим ратара и робова који су плаћали данак, у племену су и друге мање групе слободних живеле, нпр. задужени ратари. Ловци, пчелари, рибари, занатлије, трговци и посебни сточари допуњују слику социјалне структуре наведених племена тог времена.
Хмељ и јечам су примењена у пива. Мед је била замена за шећер у то време. Од воска су правили свеће за осветљивање домова. За обраду обрадивог земљишта користили су дрвени плуг са гвозденом раоником и дрљачом. Приближно у VIII веку је дошло до распада племенског система, водећу улогу је имала родовна заједница. Шеф племена би био кнез, 90% тада становништва чинили су слободни од мештана. У IX су се појавили лично зависни људи. Ковачи би од гвожђа правили мачеве, нпр. секире ножеве, виљушке, раоници. У околини Хале је еволуирала производња соли, која је у то време била најскупља роба. Кроз ове земље постојали су трговачки путеви у западну Европу, Скандинавију и земље истока. Полапски Словени су водили трговину са својим суседима. Одатле су долазили трговци из Византије и Арабије. У Горњој Лужици (нпр. у селу Мешвиц) је пронађен арапски новац VIII—IX века. Страни трговци су долазили из балтичког ћалибара, где су продавали житарице, кожу, крзна од лисице и дабра, сребро, накит и оружје од гвожђа. Такође су продавали у ропство заробљене ратнике. Од дрвета су градили насеља, светиње, куће и мостове.
Насеља у планинама или на обалама језера су имали додатну заштиту од напада. Насеље са округлим или троугластим обликом се састоје од бедема, окруженим дубоким рововима. Улаз у локалитет је спроведен преко древне капије. О изградњи таквог насеља говори арапски путник Ибрахим ибн Јакуб, боравивши у овим местима око 965. године. Насеље је служило као уточиште од пљачкашких упада, место одржавања народне скупштине, као и место боравка вође и његових стражара. Ту су се такође доносиле одлуке о рату или миру, око општих радова (исушивања мочваре или чишћења шума), то би одлучивао жупан.

### Култ и уметност познородовског доба
Магија, паганска религија и уметност религија имале су код Срба стару традицију а у друштвеном животу социјалних класа битно место. Оне су биле чврсто повезане са мноштвом и шароликошћу материјалне културе која се јавља нарочито на предметима свакодневне употребе и друштвеном производњом.
Као и сви Словени, Лужички Срби су били многобошци и имали су своје посебне богове као Сварога, Живу, Перуна, Громовницу и друге мање. За време склопа са Моравском кнежевином, Ћирило и Методије су покушали да прошире своју веру на Лужичке Србе, али је утицај немачких мисионара био јачи, често безобзиран и груб, јер су Срби своје богове и своју религију бранили ко своју земљу. Верски мисионари би прво на почетку проповедали на српском језику, јер Лужички Срби нису знали ниједан други језик. па је због тога цар Отон I у Магдебургу основао школу за будуће мисионаре где се морао учити и српски језик. Због великог напора, бискупи су наговарали Немце да се насељавају међу пагане јер су рекли да је њихова земља богата. Основали су многе манастире у којима су често били и „расадници германизације”.
Према дургим изворима, хришћанство се тек појавило код Лужичких Срба у време мисионара, Ћирила и Методија. Према легенди, Ћирило је посетио велики број Лужичких локалитета, укључујући и Герлиц. Бохемијско присуство и славизма у хришћанској терминологији, може се рећи да долазак хришћанства код Лужичких Срба долази из Бохемије (Чешке) у 10. веку, пре немачке колонизације Лужице. О долажењу Ћирила и Методија у Лужицу, веома се мало зна. Војно планирање немачких краљева и феудалаца је често обављено уз разлог „ширења хришћанства” или „казне незнабожаца”. Окупатори су прво почели да шире своје епископије код Полапских Словена, па су онда градили своје манастире и цркве.
О долажењу Ћирила и Методија у Лужицу, имамо веома мало информација. Војно планирање немачких краљева и феудалаца су обављено уз разлог „ширење хришћанства” или „казна незнабожаца”. Окупатори су прво били проширили своје епископије, а касније би градили манастире и цркве. Године 938. је у Мајсену саграђена прва црква. Упркос чињеници да је немачка црква је настојала свим средствима да ликвидира паганску религију Словена, Срби још деценијама и вековима су наставили да се држе свог паганства.
У „светим” шумама, близу језера и извора били су слављени богови појединих племена. Тако се племене Гломача окупљало крај језера Гломузи да би доносили жртве и гатали будућност према промени боје воде. Хроничар Титмар из Мерзебурга пише о томе: „Кад домороци мисле да ће бити мир, а земља плодове не откаже, оно (језеро), покривено овсом, пшеницом и жиром, развесели срца становника који се налазе у близини живе, и често се крај њега окупљају. Када ударе: дивљи ратни вихори, оно пепелом и крвљу најављује вест о будућем исходу. Њега се боје и поштују га се сви становници више него цркве…” Сличну особину као место рано историјског култа имало је тзв. Свиетенсе (Свето језеро) код Требача, срез Бесков. Шуму Зутибуре, данас Шкеитбар у лајпцишком срезу, становници су поштовали као бога и и мислили да је свето.
Између култа који је извесне шуме и воде замишљао светим, старо српско становништво поштовало је и домаће богове, приносило им жртве очекујући од њих помоћ. Да је оно замишљало човеков живот у власти духова, оживљену природу и демона, сведоче митске представе о подневници, водењаку и змији које спадају у архаичне типове бајки о животињама и чаробњацима као најстарије врсте традиционалне лужичкосрпске народне културе.
Погребни обичаји као и култ предака, нарочито је поштовање битних припадника горњег слоја, који су били чврсто везани за паганску веру и били су њен важан садржај. Између гроба умрлих певале су се тужбалице, јело се у част умрлог и играле тужне игре. У почетку су племенски припадници спаљивали своје мртве, скупљали остатке у посуде и сахрањивали. Док су милчани подизали мртвима гробове могиле (Хугелграбер). Мртве би спалили на ломачи и на место ломаче насули земљу. Већином су српска племена веровала у загробни живот, зато се мртвима у гроб стављали други предмети (накит) и храна. Словенски гробови уз Залу нарочито су богати накитом, као бисерима и прстењем.
Српским племенима вероватно нису знала за веће храмове као код њихових северних суседа. Ова појава зависила је од раног губитка слободе наведених племена и стања друштвеног развоја.
Битну улогу у друштвеном животу племена било је познородовско уметничко стварање. Елементе и традиције Лужичких Срба видимо поготово облицима и на декорисању предмета који се користе за свакодневну употребу. У керамици су се показале као главни орнаменти зупчасти, таласасти и други узори. Добро урађена мала пластика од глине и дрворезна, дрвета и рога говори исто тако на народну уметничку традицију појединих племена.
Код, Мерзебурга, у Штекнесбергу сачувала се мала пластика у рогу у облику људске главе из Торнова, у доњој Лужици, личи на коњску главу, дршка древне црпаљке. Други накит и бисер говоре на облике уметничко-занатског дела који су јако повезани с даљим развојем индустрије и заната (Гевербе). Занатлије су обрађивале поготово бронзу и сребро, и злато понекад. У IX—X су српске кујунџије уз Залу израђивале минђуше и по великоморавском узору, користили златарску технику из старог Рима: филигран и гранулацију.
Уметност и култ Лужичких Срба одговарали су у периоду између VI и Х века били у развоју производних снага, традиција и друштвених прилика које су биле код неких племена. Као и неки други битни садржају духовне културе, били су тешко ударени експанзијом немачког феудалног племства и у огромној количини закопани и разорени.

## Владари и војна лица
- Дерван, кнез (631—636)
- Семела, краљ (пре 805)
- Милидух, краљ (пре 806)
- Тунгло, вођа (око 820—839)
- Цзимислав, краљ (839—840)
- Жистибор, кнез (840—859)
- Славибор, кнез (859—894)
- Драгомир, кнез (894 — 10. век)
- Попо, кнез (10. век)
- Хервицус, жупан Течобудице (данас Елстерауе)
- Јакс, кнез Берлина
- Прибислав, судски извршитељ у Мајсену
- Богислав, владар
- Болислав, кнез Ободрита
- Чедраг, кнез Ободрита
- Добемисл, краљ Ободрита
- Драгомира, дама Ободрита
- Драговит, краљ
- Драшко, краљ Ободрита
- Годолиуб, кнез Ободрита
- Гостимисл, краљ
- Јаромир, владар Руга
- Круто, владар
- Лиубо, краљ Вилзена (данас код источног Мекленбурга, Западног Померанија и северног Бранденбурга)
- Милогост, краљ Вилзена
- Мирослав, словенски војвода
- Мстислав, високи Ободрита
- Прибислав, владар Бранденбурга
- Признослав, вођа
- Растислав, цар Ободрита
- Ратибор, вођа
- Славомир, краљ Ободрита
- Стојнев, кнез Обордита
- Тугумир, краљ Хавеља
- Вишеслав, владар Руга
- Војислава, војвоткиња Поморана
- Вратислав, владар Ободрита.
- Борјанта, војник
- Часлав, војник
- Јенстсцо, војник
- Золунта, војник
- Пригигнев, гувернер
- Сирсиш, војник
- Славек, војник
- Славуш, војник
- Сулислав, војник
- Сумислав, војник[62]